# Mễ Sở
Mễ Sở là một xã thuộc tỉnh Hưng Yên, Việt Nam.

## Địa lý
Xã Mễ Sở nằm ở phía tây bắc tỉnh Hưng Yên, có vị trí địa lý:
- Phía đông giáp xã Hoàn Long và xã Văn Giang.
- Phía nam giáp xã Triệu Việt Vương.
- Phía tây giáp xã Hồng Vân và xã Chương Dương của thành phố Hà Nội, có ranh giới tự nhiên là sông Hồng.
- Phía bắc giáp xã Nam Phù của thành phố Hà Nội, có ranh giới tự nhiên là sông Hồng.

## Lịch sử
Cái tên Mễ Sở (米所 - địa điểm chứa lúa gạo) do vua Trần Nhân Tông đặt cho, lưu danh chiến công của nhân dân  trong vùng cất giấu, tiếp tế lương thảo cho quân đội nhà Trần đánh thắng giặc Nguyên – Mông thế kỷ XIII.
Hiểu theo tài liệu Hán Nôm, cách giải thích "Mễ Sở" là "một nơi để chứa lương thực", tương đương với ý nghĩa của "kho gạo" hoặc "kho lương thực". Trong văn kiện của vua Trần Nhân Tông, Mễ Sở được mô tả là một địa điểm cất giữ lương thực để tiếp tế cho quân đội, đặc biệt là trong thời gian đánh chiếm thành Quan Lỗ (nay là Hà Nội) vào đầu thế kỷ XIII.
Xã là địa bàn hoạt động của nghĩa quân Bãi Sậy trong những năm đánh Pháp (1833 – 1892). Từ ngày thành lập Đảng Cộng sản Việt Nam, Mễ Sở là một trong nhiều cơ sở giao thông bí mật và hội họp của xứ ủy Bắc kỳ thời kỳ trước cách mạng tháng tám năm 1945.
Trước đây, Mễ Sở là một xã thuộc huyện Châu Giang cũ.
Ngày 24 tháng 7 năm 1999, Chính phủ ban hành Nghị định 60/1999/NĐ-CP về việc chia huyện Châu Giang thành 2 huyện Khoái Châu và Văn Giang. Xã Mễ Sở trực thuộc huyện Văn Giang.
Ngày 16 tháng 6 năm 2025, Ủy ban Thường vụ Quốc hội ban hành Nghị quyết số 1666/NQ-UBTVQH15 về việc sắp xếp các đơn vị hành chính cấp xã của tỉnh Hưng Yên năm 2025. Theo đó, sắp xếp toàn bộ diện tích tự nhiên, quy mô dân số của các xã Bình Minh (huyện Khoái Châu), Thắng Lợi và Mễ Sở thành xã mới có tên gọi là xã Mễ Sở.

## Xã hội

### Cơ sở giáo dục
Trên địa bàn Xã những cơ sở giáo dục chính quy như sau:
- Trường mầm non Xã Mễ Sở
- Trường Tiểu học Xã Mễ Sở
- Trường THCS Xã Mễ Sở
- Trường THPT Nguyễn Công Hoan.

## Văn hoá
Đây là vùng đất có từ thời các vua Hùng lập nước (truyền thuyết Chử Đồng Tử - Tiên Dung) một trong "Tứ bất tử" của Việt Nam. Cứ ba năm một lần người dân của các làng thuộc Tổng Mễ Sở xưa(tức xã Mễ Sở và xã Bình Minh hiện nay) lại tổ chức lễ hội để tưởng nhớ ơn đức của Chử Đồng Tử - Tiên Dung.

### Di tích lịch sử
Chùa Mễ Sở (Diễn Phúc Tự) nằm trên địa bàn thôn Mễ Sở, chùa được xây dựng vào cuối thế kỷ XVIII đầu thế kỷ XIX, diện tích là 3696m2, chùa được công nhận di tích lịch sử văn hóa năm 1989, nơi đây có Tượng Phật Bà nghìn mắt nghìn tay rất đẹp và quý hiếm, là một trong hai pho tượng còn lại tại Việt Nam rất có giá trị về lịch sử, nghệ thuật điêu khắc.
Nằm trên địa bàn thôn Phú Thị là chùa Phú Thị (Hưng Phúc Tự) chùa được xây dựng năm 1905 do Tiến sỹ Chu Mạnh Chinh thiết kế và xây dựng, vị trí chùa nằm ở phía ngoài đê, có diện tích 4381m2, chùa có kiến trúc rất độc đáo gồm: Nhà tam bảo, nhà tổ, nhà mẫu, chùa được công nhận di tích kiến trúc nghệ thuật năm 1988.
Cụm di tích Chùa Nhạn Tháp (Minh Khánh Tự) và Đền Nhạn Tháp thờ đức thánh Trần Ngô Lang, nằm trên địa bàn thôn Nhạn Tháp -  xã Mễ Sở, được xếp hạng di tích lịch sử năm 1997, chùa được xây dựng năm 1573 vào thời Lê, vị trí chùa nằm ở phía ngoài đê với diện tích 3888m2, chùa có tòa Tam bảo và nhà Tổ, trong chùa có chiếc sập đá cổ từ đời nhà Trần là một công trình có giá trị lịch sử.
Xã Mễ Sở hiện có một nhà thờ đạo Thiên chúa ở thôn Hoàng Trạch, đây là họ đạo duy nhất của huyện Văn Giang, gần khu vực phố Chợ Mễ.

### Danh hiệu
Xã 2 lần được phong tặng danh hiệu anh hùng:
- Năm 1985, xã được Đảng và Nhà nước phong tặng danh hiệu: “Anh hùng lực lượng vũ trang nhân dân”.
- Năm 2000, xã được Đảng và Nhà nước phong tặng danh hiệu: “Anh hùng lao động trong thời kỳ đổi mới”.
- Năm 2014, xã đạt chuẩn Nông thôn mới.
- Năm 2023, xã đạt chuẩn Nông thôn mới nâng cao.

## Giao thông
Xã Mễ Sở có những tuyến đường chính gồm tỉnh lộ 378 và đường huyện lộ 25.
Xã Mễ Sở có đường vành đai 4 đi qua và là nơi đặt cầu Mễ Sở nối Hà Nội với Hưng Yên.
Toàn bộ các tuyến đường liên thôn liên xã đều được bê tông hoá và trải nhựa kiên cố.

## Người Nổi Tiếng
- Nhà giáo, tiến sĩ Chu Mạnh Trinh
- Họa sĩ Dương Bích Liên
- Họa sĩ, thi sĩ, bác sĩ Dương Cẩm Chương
- Thi sĩ, liệt sĩ Dương Thị Xuân Quý
- Nhà giáo, giáo sư Dương Quảng Hàm
- Nhà cách mạng, nhà báo, nhà văn Dương Bá Trạc,là thành viên sáng lập viên của Đông Kinh nghĩa thục
- Nhà giáo, nhà báo Dương Tụ Quán, cộng tác với tờ báo Văn Học tạp chí Tri Tân
- Chí sĩ Dương Trọng Phổ, một thành viên của phong trào Đông Kinh Nghĩa Thục
- Nhà giáo ưu tú, Anh hùng lao động, Giáo sư Dương Trọng Bái
- Nhà văn, nhà báo Trần Khắc Cần
- Nhà văn, nhà thơ, liệt sỹ Dương Thị Xuân Quý
- Nhà văn, nhà thơ Nguyễn Thị Hồng Ngát.